# Wyeomyia deanei
Wyeomyia deanei is een muggensoort uit de familie van de steekmuggen (Culicidae). De wetenschappelijke naam van de soort is voor het eerst geldig gepubliceerd in 1983 door Lourenço de Oliveira.